# Euphyia subguttaria
Euphyia subguttaria là một loài bướm đêm trong họ Geometridae.